# Bachmutský rajón
Bachmutský rajón (ukrajinsky Бахмутський район, do roku 2016 Artemivský rajón, ukrajinsky Артемівський район) je rajón v Doněcké oblasti na Ukrajině. Hlavním městem je Bachmut a rajón má přibližně 211 tisíc obyvatel.

## Města v rajónu
- Bachmut
- Časiv Jar
- Siversk
- Soledar
- Svitlodarsk
- Toreck
- Zalizne